# Konačni horizont
Za termin iz teorije relativnosti vidi Horizont događaja.
Konačni horizont (engl. Event Horizon) je britanski naučnofantastični horor film iz 1997. Režiser filma je Pol V. S. Anderson, scenarista Filip Ajzner, dok je preradu scenarija napisao Endru Kevin Voker (nepotpisan na filmu). Glavne uloge tumače Lorens Fišbern i Sem Nil.

## Radnja
2047. godina. Posada spasilačke letelice Luis i Klark upućena je na planetu Neptun, odakle je primljen signal pomoći sa svemirske letelice Event Horizon, koja je nestala pre 7 godina. Zajedno sa spasilačkim timom leti dr Vilijam Vir, fizičar i dizajner Event Horizonta. Kada Luis i Klark stignu u orbitu oko Neptuna, Vir otkriva da je nestali brod zapravo bio tajni vladin projekat sposoban za FTL putovanja na velike udaljenosti. Članovi posade sa skepsom prihvataju reči doktora, navodeći kao protivargument činjenicu da je to prema teoriji relativnosti nemoguće. Vir je odgovorio da se relativnost može zaobići. Doktor je postavio i provokativno pitanje: „Koje je najkraće rastojanje između dve tačke?“. Midšipman Džastin je odgovorio: „Direktno“. Svi su se smejali očiglednosti pitanja. Veir se nasmešio i rekao: "Pogrešno, najkraća udaljenost je nula." Dakle, motor Event Horizon stvara veštačku crnu rupu i koristi svoju kolosalnu energiju da iskrivi prostor-vreme tako da se početna i krajnja tačka putovanja preklapaju. Nakon toga, brod prolazi kroz formirani prostorni tunel. Tada se prostor otvara i poprima svoj nekadašnji oblik. Zahvaljujući tome, možete odmah doći do bilo koje tačke u univerzumu.
Brod je trebalo da se pomeri ka Suncu najbližoj zvezdi Proksimi Kentauri, ali je nestao.
Jedina informacija koja se može izvući iz signala koji dolazi sa broda sastoji se od srceparajućih krikova i latinske fraze koju ponavlja glas kapetana Džona Kilpaka, a koju DJ dešifruje kao „liberate me“ (sa latinskog – „oslobodi me“).
Nakon pregleda broda, spasioci otkrivaju da su svi koji su bili na njemu nestali - ostali su samo krvavi otisci stopala i jedan smrznuti i unakaženi leš. Džastin slučajno aktivira gravitacioni pogon, uzrokujući da jezgro postane "tečno" i da se mehanika uvuče. Posle nekog vremena se vraća, ali odmah pada u komu.
Nakon ovoga, spasilački brod je oštećen, a kapetan Miler nema drugog izbora nego da prebaci celu svoju posadu na prazan Event Horizon za vreme popravke. Međutim, kiseonik na njemu je dovoljan za ne više od 20 sati.
Džastin, probudivši se, priča o "tami u njemu" i pokušava da izvrši samoubistvo odlaskom u svemir bez svemirskog odela. Miler ga za dlaku spasava gurajući ga nazad u vazdušnu komoru. Sakati Justin je uronjen u komoru pod pritiskom. Prateći ga, ostatak ekipe počinje da vidi strašne stvari na Horizontu događaja. Na primer, poručnik Peters vidi svog sina Denija ostavljenog na Zemlji sa stopalima prekrivenim krvarenjem čira. Dr Vir stalno viđa svoju ženu, koja, saznavši da ima rak, i shvativši da su joj dani odbrojani, jednom izvrši samoubistvo, ohrabruje Vira da im se "pridruži". Kapetan Miler zamišlja svog prijatelja, bocmana Edvarda Korika, koji je poginuo na svemirskom brodu Golijat, kojim je Miler nekada komandovao.
Video snimak sačuvan u dnevniku Event Horizonta pokazao je da su članovi prve posade, nakon aktiviranja motora, upali u orgiju torture, ludila, kanibalizma i nasilja. Latinska fraza koju izgovara kapetan zapravo zvuči kao „liberate tute me ex inferis“ (od latinskog – „spasi se od pakla“). Poručnik Stark ima teoriju da su sablasne vizije članova posade zaštitna reakcija nekog organizma, koja svaki put postaje još jača.
Miler naređuje preostaloj posadi da se vrati u Levis & Clark odmah nakon što se brod popravi, sa namerom da bombarduje Horizont događaja projektilima nakon odlaska. Vir se u potpunosti ne slaže sa njim i kaže da je brod oživeo i da nikome neće dozvoliti da pobegne. Poručnik Peters umire - uvedena je u zamku vizijom njenog sina. Dr Veir pronalazi njeno telo. Ova i još jedna vizija samoubistva sopstvene supruge Kler ga potpuno izluđuje, izvaljuje mu oči, odgovarajući na poziv svoje žene da se „pridruži“, i biva opsednut ludakom, „živim oličenjem“ zla koje ima nastanio se na zlosretnom brodu. Minira Luis i Klark koji se spremaju da odu i na kraju ih diže u vazduh. Pilot Smit, koji je u to vreme bio na brodu, momentalno umire, a poručnik Kuper, koji je na koži, bačen je u svemir.
Miler upozorava svog prvog pomoćnika, di-džeja, koji radi u medicinskoj jedinici, na opasnost koju predstavlja Veir, ali on nema vremena da uradi ništa - slepi Vir ga razoruža i živog otvori. Miler, naoružan pneumatskim čekićem, zajedno sa čudesno preživelim poručnikom Starkom, pokušava da pronađe i ubije Vejra. Stvorio je „Horizont događaja” da bi stigao do zvezda, ali je brod otišao dalje i završio u drugom univerzumu, „dimenziji pravog haosa, istinskog zla”. Doktor na mostu pokreće gravitacioni pogon, nameravajući da vrati Horizont događaja na novo putovanje. Lako uspeva da se dočepa Milerovog pneumatskog čekića i pokrene sistem na desetominutno odbrojavanje. Kuper, pošto je uspeo da raznese rezervoar za vazduh svog odela, vraća se na brod, leti do mosta i pokušava da kontaktira bilo koga unutra. Veir uzvraća pucanjem kroz prozor mosta. Dolazi do dekompresije, zbog čega se lekar izbacuje u svemir.
Preživeli nameravaju da pocepaju brod tako što će dići u vazduh centralni most i koristiti njegov pramac kao čamac za spasavanje. Kapetan Miler priprema eksploziv na mostu za aktivaciju, ali vizija Edvarda Korika u plamenu ga tera u mašinsku sobu. Slika se zatim menja u trijumfalnog Vejra koji je vratio brod. On Mileru pokazuje dimenziju haosa, govoreći da je pakao samo reč i da je stvarnost mnogo gora, ali umirući Miler uspeva da detonira eksploziv, podelivši brod. Nekoliko sekundi kasnije, repni deo, zajedno sa Virom i Milerom, pada u formirani levak, a pramčani deo sa tri preživela člana posade - Kuperom, Starkom i Džastinom, uronjeni u suspendovanu animaciju - ostaje u našem Univerzumu, u orbiti od Neptuna. Kuper i Stark su takođe smešteni u komore pod pritiskom, čekajući spasioce.
Kada drugi spasilački tim stigne na brod 72 dana kasnije, Stark je prvi koji izlazi iz suspendovane animacije i radosno pozdravlja ljude sa Zemlje, pitajući gde su Kuper i Džastin. Međutim, ispod spasiočevog šlema pod pritiskom, ona ponovo vidi ožiljno, unakaženo, ali i dalje trijumfalno lice doktora Vira i čuje njegov glas: „Već su sa nama“. Stark se užasava od te monstruozne vizije. Kuper i spasilac pokušavaju da je smire, ponavljajući da je sve strašno prošlo. Ali vrata vazdušne komore se zatvaraju, ostavljajući kraj filma nepoznatim.

## Spoljašnje veze
- Event Horizon na sajtu  (jezik: engleski)
- Event Horizon na sajtu AllMovie (jezik: engleski)
- Event Horizon na sajtu  (jezik: engleski)
- Event Horizon na sajtu  (jezik: engleski)
- Архивирано на веб-сајту  (15. мај 2014) na sajtu
- na sajtu